# Småfisktjärnarna (Ströms socken, Jämtland, 714517-146331)
Småfisktjärnarna är en sjö i Strömsunds kommun i Jämtland och ingår i Ångermanälvens huvudavrinningsområde.